# 涸沼川
涸沼川（ひぬまがわ）は、茨城県を流れる一級河川で、那珂川水系の支流である。

## 地理
茨城県笠間市の国見山に源を発し、一旦東に流れ城里町を通過し、その後再び笠間市に入り南下する。笠間市中心部を抜け、笠間市南部で流路を再び東へ変え、そのまま茨城町を流れ、涸沼に流入する。涸沼は茨城町、鉾田市、大洗町の境である。涸沼流出後は北東に流れを転じ、水戸市と大洗町の境を流れながら河口付近の那珂川に合流する。
多数の水生生物が生息し、釣りの名所となっている。

## 支流

### 涸沼上流
- 飯田川
- 片庭川
- 稲田川
- 逆川
- 二反田川
- 桜川
- 枝折川
- 涸沼前川
- 寛政川

### 涸沼
- 涸沼川
- 若宮川
- 渋川
- 桜川
- 才川
- 大谷川

### 涸沼下流
- 石川川
- 備前堀

## 橋梁

### 涸沼上流
上流部の小橋梁は省略する
- 中島橋（茨城県道61号日立笠間線）
- 相生橋（国道50号）
- 野廊橋（市道）
- 稲荷大橋（国道355号）
- 亀ヶ橋（市道）
- 笠間大橋（茨城県道1号宇都宮笠間線）
- 佐白大橋（市道）
- 昭和橋（市道）
- 中之橋（市道）
- （橋）（JR水戸線）
- 南大橋（市道）
- 吉原橋（国道355号）
- （橋）（北関東自動車道）
- 亀ノ甲橋（茨城県道109号稲田友部線）
- 新宍戸橋（国道355号）
- 宍戸橋（国道355号）
- （橋）（JR常磐線）
- 舟場橋（茨城県道30号水戸岩間線）
- 川根橋（市道）
- 涸沼川橋（常磐自動車道）
- 仁古田橋（茨城県道52号石岡城里線）
- 南川又橋（市道）
- 南栗崎橋（市道）
- 川根大橋（茨城県道59号玉里水戸線）
- 蕎麦原橋（市道）
- 川根橋（市道）
- （橋）（東関東自動車道）
- 新高橋（国道6号）
- 高橋（茨城県道18号茨城鹿島線）
- 新橋（茨城町道船渡新橋線）：橋長128.97m、幅員7.0m（車道部5.5m/2車線）、現橋は1985年3月開通[2]。
- 涸沼大橋（茨城県道50号水戸神栖線）

### 涸沼下流
- 大貫橋（茨城県道106号長岡大洗線）
- 涸沼川橋（国道51号）
- 涸沼橋（茨城県道2号水戸鉾田佐原線）

## 流域の自治体
茨城県
笠間市、城里町、茨城町、鉾田市、大洗町、水戸市